# Shogun (Roman)
Shogun ist ein 1975 von James Clavell geschriebener Roman.
Historisches Vorbild des Romans waren die Erlebnisse des englischen Navigators William Adams, der 1600 in den Diensten einer holländischen Handelsexpedition die Küste Japans erreichte und 1620 als Samurai starb. Auch die vorkommenden Fürsten Toranaga und Ishido hatten historische Vorbilder: Tokugawa Ieyasu und Ishida Mitsunari.
Der Roman ist Teil der sechsteiligen Asien-Serie von James Clavell. Sie umfasst außerdem die Romane Rattenkönig, Tai Pan, Gai Jin, Noble House Hongkong und Wirbelsturm.

## Handlung
Der englische Seefahrer John Blackthorne und der verbliebene Rest seiner Mannschaft erreichen nach einer Havarie in fremden, durch die verfeindeten Portugiesen kontrollierten Gewässern mit knapper Not Japan. Hier muss sich Blackthorne in einer ihm völlig fremden Welt zurechtfinden und gerät zudem in die Intrigenspiele zwischen Ishido und Toranaga, zwei der mächtigsten Fürsten (Daimyō) des Landes. Toranaga wird zu seinem Gönner, und zu dessen Beraterin Mariko bildet sich über gesellschaftliche und religiöse Gräben hinweg eine romantische Beziehung, während sie Blackthorne die Besonderheiten Japans verständlich macht.
Fürst Toranaga, Herr über die Kwanto-Ebene, befindet sich in einer scheinbar aussichtslosen Situation: Alle wichtigen japanischen Fürsten verbünden sich gegen ihn, so stünde seine Armee im Falle eines unausweichlich erscheinenden Krieges einer dreifachen Übermacht gegenüber. Auch ein Verzweiflungsschlag ist aussichtslos, weil Toranagas Halbbruder, der Daimyo Zataki, Herr der zwischen Yedo und Osaka befindlichen Provinz Shinano und eines wichtigen Teils der zu überwindenden Wegstrecke, sich offen auf die Seite seiner Feinde schlägt. Zu allem Überfluss wird Toranaga durch einen kaiserlichen Erlass dazu gezwungen, sich beinahe schutzlos in die Höhle des Löwen zu begeben.
Doch er hat nicht umsonst den Ruf, einer der weisesten Staatsmänner zu sein. Blackthorne, protestantischer Engländer und begabter Schiffsführer eines kampfkräftigen Schiffes, ist das Mittel, um die Jesuiten, einen wichtigen Machtfaktor in Japan, unter Druck zu setzen. Die Kurtisanen Kiku und Gyoko verschaffen Toranaga die nötige Information, um Zataki wieder auf seine Seite zu ziehen. Mariko gelingt es auf Kosten ihres Lebens, das gegnerische Bündnis zu sprengen. Damit wird für Toranaga das große Ziel erreichbar – er wird Shōgun.

## Personen

### Englische/niederländische Seeleute
- Navigator John Blackthorne/Anjin-San
Vor der Lösung des Längenproblems war der Navigator der wichtigste Mann auf dem Schiff. Sein Verdienst war größer als der des Kapitäns, und er hatte große Mitspracherechte an Bord. John Blackthorne macht reichlich davon Gebrauch und ist der eigentliche Kommandant der Erasmus. Auch in der japanischen Gefangenschaft erhält er eine privilegierte Behandlung und die Gelegenheit, in der japanischen Gesellschaft aufzusteigen. Aufgrund der Schwierigkeiten der Japaner, seinen Namen auszusprechen, wird er Anjin genannt, das Wort bedeutet etwa „Navigator, Pilot“.
Historisches Vorbild: William Adams
- Kapitän Spillbergen, Johann Vinck (historisches Vorbild: Jan Joosten), Crooq, Maetsukker, Pieterzoon
Besatzungsmitglieder von John Blackthorne auf der Erasmus.

### Portugiesen
- Pater Martin Alvito/Tsukku-San
Von frühester Jugend an schlägt Pater Alvitos Herz für die katholische Kirche. Er ist in Japan aufgewachsen, spricht die Sprache perfekt und ist offizieller Dolmetscher des Regentschaftsrates. Das Auftauchen des protestantischen Eindringlings Blackthorne empfindet er zunächst als persönliche Bedrohung. Er wird, ebenfalls wegen des Sprachproblems, Tsukku-San genannt, was so viel wie „Dolmetscher“ bedeutet, da er den hohen Daimyos als Übersetzer dient, hauptsächlich für Toranaga. Alvito ist zwar streng gläubig, jedoch nicht fanatisch. Er ist genauso Geschäftsmann wie Priester und verhindert mehrmals die Ermordung Blackthornes durch andere Portugiesen, da er unter der Drohung Toranagas steht, ausgewiesen zu werden, sollte Blackthorne durch die Hand eines Portugiesen sterben.
Historisches Vorbild: João Rodrigues
- Vasco Rodrigues
Der Navigator des portugiesischen Schatzschiffes Nao del Trato ist hin- und hergerissen zwischen seiner Aufgabe und seiner Fraternisierung mit Blackthorne, zwar politischer Feind, aber immerhin ein Berufskollege in einem Beruf mit eigenen Regeln.
- Prior Carlo del’Aqua
Pater Visitator und Vorsteher des Jesuitenordens in Japan.
Historisches Vorbild: Alessandro Valignano
- Kapitän Ferriera
Kapitän des schwarzen Schiffes, das die Einnahmen aus den portugiesischen Provinzen nach Europa bringen soll. Er ist ein fanatischer Katholik, der den „Ketzer“ Blackthorne verbrennen möchte, was auch zu einem Machtkampf mit Alvito führt, welchen er letztlich verliert und teuer bezahlt: Als es zwischen seinen und Alvitos Männern zu einer Auseinandersetzung kommt, wird sein Steuermann von Samurai erschossen.
- Pater Sebastio
Jesuitenpater in Anjiro, der jedoch bei den Japanern wegen seiner schlechten Japanisch-Kenntnisse und wegen seines Fanatismus nicht sonderlich beliebt ist. Der erste Nicht-Japaner, dem Blackthorne begegnet. Bezeichnet Blackthorne vor Kasigi Yabu als Ketzer und Pirat.
- Frater Michael

### Toranaga und seine Gefolgsleute
- Yoshi Toranaga
Vorsitzender des Regentenrates, Herr des Kwanto (der acht Provinzen), der heimlich nach dem Shōgunat strebt, Gönner von Navigator John Blackthorne.
Historisches Vorbild: Tokugawa Ieyasu
- Toda Mariko
Gattin von Toda Buntaro, japanische Christin und Dolmetscherin, die eine heimliche Liebschaft zu John Blackthorne aufbaut.
Historisches Vorbild: Hosokawa Gracia
- Toda Buntaro
Sohn von Toda Hiro Matsu.
Historisches Vorbild: Hosokawa Tadaoki
- Toda Hiro-Matsu
Auch Eisenfaust genannt, oberster Feldherr von Yoshi Toranaga. Er ist der Einzige, der aufgrund seiner langen Treue zu Toranaga seine Gedanken offen (und teils für dortige Verhältnisse unflätig) ausspricht. Obwohl er jedes Mal danach sofort darum bittet, Seppuku begehen zu dürfen, ist Toranaga ihm sowohl für seine Ehrlichkeit als auch seine Ergebenheit sehr dankbar.
Historisches Vorbild: Hosokawa Fujitaka
- Fujiko
Gattin von John Blackthorne auf Befehl von Yoshi Toranaga.
- Kiku und Gyoko
Kurtisane von Kasigi Omi und ihre Mama-san. Gyoko wird laut Roman Begründerin des Standes der Geisha.
- Kasigi Yabu
Daimyo von Izu, Vasall von Yoshi Toranaga. Er überlegt, Verrat an Toranaga zu üben, wird letztlich von Ishido unter Todesdrohung dazu gezwungen und von Toranaga danach aufgefordert, Seppuku zu begehen.
- Kasigi Omi
Neffe und Gefolgsmann von Kasigi Yabu, zuständig für Anjiro, das Dorf, in dem John Blackthorne strandet. Trotz seiner Jugend (er ist 21 und damit eine der jüngsten handelnden Personen) ein kluger Stratege und von Yabu und Toranaga geschätzter Ratgeber.
- Mura, der Dorfschulze. Wirkt nach außen wie ein Bauer oder Dörfler, ist jedoch in Wirklichkeit Samurai und Spion der Jesuiten in Yabus Reihen. Am Ende stellt sich heraus, dass er Doppelagent und sein eigentlicher Herr Toranaga ist.
- Ueki-Ya, der Gärtner.
- Kiritsubo und Satsuko, Gattinnen des Toranaga.
- Uraga noh Tadamasa
Vormals Bruder Joseph, der Samurai wurde von Pater Martin Alvito aus der Kirche exkommuniziert und danach Gefolgsmann von John Blackthorne. Stirbt, kurz nachdem er in dessen Dienste trat, durch einen aus der Dunkelheit abgeschossenen Pfeil, es wird daher nie klar, ob Ishidos Leute oder die Jesuiten dahinterstecken.

### Ishido und seine Verbündeten
- Ishido Kazunari
Mitglied des Regentenrates, Herr von Osaka, Widersacher von Yoshi Toranaga.
Historisches Vorbild: Ishida Mitsunari
- Kiyama
Mitglied des Regentenrates. Er ist einer der beiden christlichen Daimyos im Regentenrat.
- Onoshi
Mitglied des Regentenrates. Er ist der andere christliche Daimyo im Regentenrat. Das bedeutet aber nicht, dass Kijama und Onoshi einander zugetan wären. Im Gegenteil, beide sind spinnefeind miteinander. Onoshi leidet an der Lepra, und ihm bleibt nur noch wenig Zeit.
- Sugiyama
Mitglied des Regentenrates. Auch er wurde noch vom Taiko dort eingesetzt. Kiyama, Onoshi und er sind sich einig darin, dass es am ehesten Toranaga gelingen könnte, gewaltsam Alleinherrscher zu werden. Um das zu verhindern, sind sie zu dem Bündnis mit Ishido bereit.
- Ito Teruzumi
Mitglied des Regentenrates, als solcher aber nur eine Marionette Ishidos. Er nimmt den Platz von Toranaga nach dessen Rücktritt ein.
- Zataki
Halbbruder von Yoshi Toranaga. Nach dem gewaltsamen Tod von Sugiyama nimmt er dessen Platz ein. Er ist unsterblich verliebt in die Dame Ochiba, und wie diese ist er von einem tiefen Hass auf Toranaga erfüllt.
- Ochiba
Die Nebenfrau des verstorbenen Taiko und Mutter seines einzigen Sohnes, des minderjährigen Kwampaku Yaemon, was ihr einen großen Einfluss im Reich beschert hat. Sie hasst Toranaga von Herzen und nutzt ihren Einfluss aus, um gegen ihn zu intrigieren. Das macht sie zu einer engen Verbündeten von Ishido.
Historisches Vorbild: Yodo-dono

## Erfolg
Das Buch wurde eine Woche lang im Jahr 1976 auf dem Platz 1 der Spiegel-Bestsellerliste notiert.

## Adaptionen
Shogun wurde 1980 als vierteilige Fernsehserie verfilmt. 1989 erfolgte eine Umsetzung als Computerspiel. 2024 erschien eine Neuverfilmung.